# 朝鮮圓
朝鮮圓（朝鲜语：／ won；符号：₩；代码：KPW），或稱北韓圓、北韓圜，是朝鮮民主主義人民共和國的通貨單位。圓下面的單位是錢（／ chon），一圓等於一百錢。

## 硬幣

### 第一套流通朝鮮圓硬幣（1959－2002版）
第一批流通的朝鮮圓硬幣於1959年鑄造，發行面額有 1、5 和 10 錢。這些硬幣在後來的歲月裡經常被重新鑄造，並註明原來的日期。然而，1970 年和 1974 年的日期也出現在 1 錢 和 5 錢硬幣裡。
在1979年貨幣改革期間，印有千里馬雕像和旭日圖案的50錢硬幣開始流通，透過取消50錢紙幣和大量「輔幣零錢」硬幣，為商販提供更大的靈活性。 1987年，推出了以人民大學習堂為主題的1朝鮮圓硬幣，但並沒有完全取代1朝鮮圓紙幣，紙幣仍然是法定貨幣。
| 圖片                               | 圖片       | 圖片       | 圖片       | 幣值  | 介紹  | 介紹 | 介紹                           | 介紹             | 鑄造年分        | 鑄造年分                | 鑄造年分                | 鑄造年分     |
| 圖片                               | 圖片       | 圖片       | 圖片       | 幣值  | 直徑  | 成分 | 正面                           | 反面             | 普通貨幣 (無星) | 社會主義國家訪客 (1 星) | 資本主義國家訪客 (2 星) | 最後流通年份 |
| 正面                               | 反面       | 反面       | 反面       | 幣值  | 直徑  | 成分 | 正面                           | 反面             | 普通貨幣 (無星) | 社會主義國家訪客 (1 星) | 資本主義國家訪客 (2 星) | 最後流通年份 |
| 正面                               | (普通樣式) | (一星樣式) | (二星樣式) | 幣值  | 直徑  | 成分 | 正面                           | 反面             | 普通貨幣 (無星) | 社會主義國家訪客 (1 星) | 資本主義國家訪客 (2 星) | 最後流通年份 |
| ---------------------------------- | ---------- | ---------- | ---------- | ----- | ----- | ---- | ------------------------------ | ---------------- | --------------- | ----------------------- | ----------------------- | ------------ |
|                                    |            |            |            | 1錢   | 16 mm | 铝   | 國號、國徽、鑄造年份           | 幣值             | 1959, 1970      | 1959                    | 1959                    | 不詳         |
|                                    |            |            |            | 5錢   | 18 mm | 铝   | 國號、國徽、鑄造年份           | 幣值             | 1959, 1974      | 1974                    | 1974                    | 不詳         |
|                                    |            |            |            | 10錢  | 20 mm | 铝   | 國號、國徽、鑄造年份           | 幣值             | 1959            | 1959                    | 1959                    | 不詳         |
|                                    |            |            |            | 50錢  | 25 mm | 铝   | 銀行名稱、國徽、幣值           | 千里馬銅像，幣值 | 1978            | 1978                    | 1978                    | 不詳         |
|                                    |            |            |            | 1圓   | 27 mm | 铝   | 銀行名稱、國徽、幣值、鑄造年份 | 人民大學習堂     | 1987            | N/A（無鑄造）           | N/A（無鑄造）           | 不詳         |
|                                    |            |            |            | 5圓   | 21 mm | 铝   | 銀行名稱、國徽、幣值、鑄造年份 | 幣值             | 2005            | N/A（無鑄造）           | N/A（無鑄造）           | 2009         |
|                                    |            |            |            | 10圓  | 23 mm | 铝   | 銀行名稱、國徽、幣值、鑄造年份 | 幣值             | 2005            | N/A（無鑄造）           | N/A（無鑄造）           | 2009         |
|                                    |            |            |            | 50圓  | 25 mm | 铝   | 銀行名稱、國徽、幣值、鑄造年份 | 幣值             | 2005            | N/A（無鑄造）           | N/A（無鑄造）           | 2009         |
|                                    |            |            |            | 100圓 | 27 mm | 铝   | 銀行名稱、國徽、幣值、鑄造年份 | 幣值             | 2005            | N/A（無鑄造）           | N/A（無鑄造）           | 2009         |
| 对于表格的范本，请参阅硬币参数表。 |            |            |            |       |       |      |                                |                  |                 |                         |                         |              |

### 第二套流通朝鮮圓硬幣（2002－今）
2002 年發行了 10、50 錢和 1 朝鮮圓面額的硬幣，2008 年發行了 1 和 5 錢面值的硬幣。這些硬幣的正面印有朝鲜国徽，10 和 50 錢硬幣的背面印有鮮花，特別是金正日花和金日成花。 1 韓元硬幣上則刻有一朵玉蘭花。
這些硬幣最初於 2002 年鑄造，計劃在與美元掛鉤後不久使用。 50 錢和 1 韓元硬幣比以前的設計小，而新的 10 錢硬幣與舊硬幣尺寸相同。然而，由於突然的惡性通貨膨脹，新硬幣從未按計劃發行。 2008年，當貨幣重估計畫開始時，也鑄造了1元和5元硬幣。這些硬幣最終在 2009年 12 月投入流通，但由於重估的缺陷，這些硬幣再次變得沒有價值，尤其是 1 和 5 錢的硬幣幾乎沒有任何價值。
| 圖片                               | 圖片 | 面額 | 介紹    | 介紹   | 介紹 | 描述           | 描述               | 鑄造年份 |
| 正面                               | 反面 | 面額 | 直徑    | 重量   | 成分 | 正面           | 反面               | 鑄造年份 |
| ---------------------------------- | ---- | ---- | ------- | ------ | ---- | -------------- | ------------------ | -------- |
|                                    |      | 1錢  | 18 mm   | 0.8 g  | 鋁   | 朝鲜国徽，幣值 | 大字杜鵑，鑄造年分 | 2008     |
|                                    |      | 5錢  | 19 mm   | 0.9 g  | 鋁   | 朝鲜国徽，幣值 | 牡丹，造幣年份     | 2008     |
|                                    |      | 10錢 | 20 mm   | 1.0 g  | 鋁   | 朝鲜国徽，幣值 | 杜鵑花，鑄幣年份   | 2002     |
|                                    |      | 50錢 | 22.1 mm | 1.55 g | 鋁   | 朝鲜国徽，幣值 | 金正日花，鑄造年份 | 2002     |
|                                    |      | 1圓  | 24.1 mm | 1.9 g  | 鋁   | 朝鲜国徽，幣值 | 金日成花，鑄造年份 | 2002     |
| 对于表格的范本，请参阅硬币参数表。 |      |      |         |        |      |                |                    |          |

## 紙幣

### 第一套流通朝鮮圓紙鈔（1947－1959版）
正式名称为北朝鲜中央银行券。面额为15钱、20钱、50钱、1圆、5圆、10圆、100圆。该版本纸币也是唯一印有汉字的朝鲜纸币。分为原版和再版，原版是苏联政府於1947年为北朝鲜印制的有水印版本，目前價格略高；再版是朝鮮政府之後发行创滙的無水印版本。
本版僅發行紙幣，而無鑄造硬幣。
| 圖片 | 圖片 | 面額  |
| 正面 | 反面 | 面額  |
| ---- | ---- | ----- |
|      |      | 15錢  |
|      |      | 20錢  |
|      |      | 50錢  |
|      |      | 1圓   |
|      |      | 5圓   |
|      |      |       |
|      |      | 10圓  |
|      |      |       |
|      |      | 100圓 |

### 第二套流通朝鮮圓紙鈔（1959－1978版）
面额为
- 50钱
- 1圆：拖网渔船
- 5圆：金日成综合大学主楼
- 10圆：平壤市古城门大同门
- 50圆：平壤市大同江上的大同桥

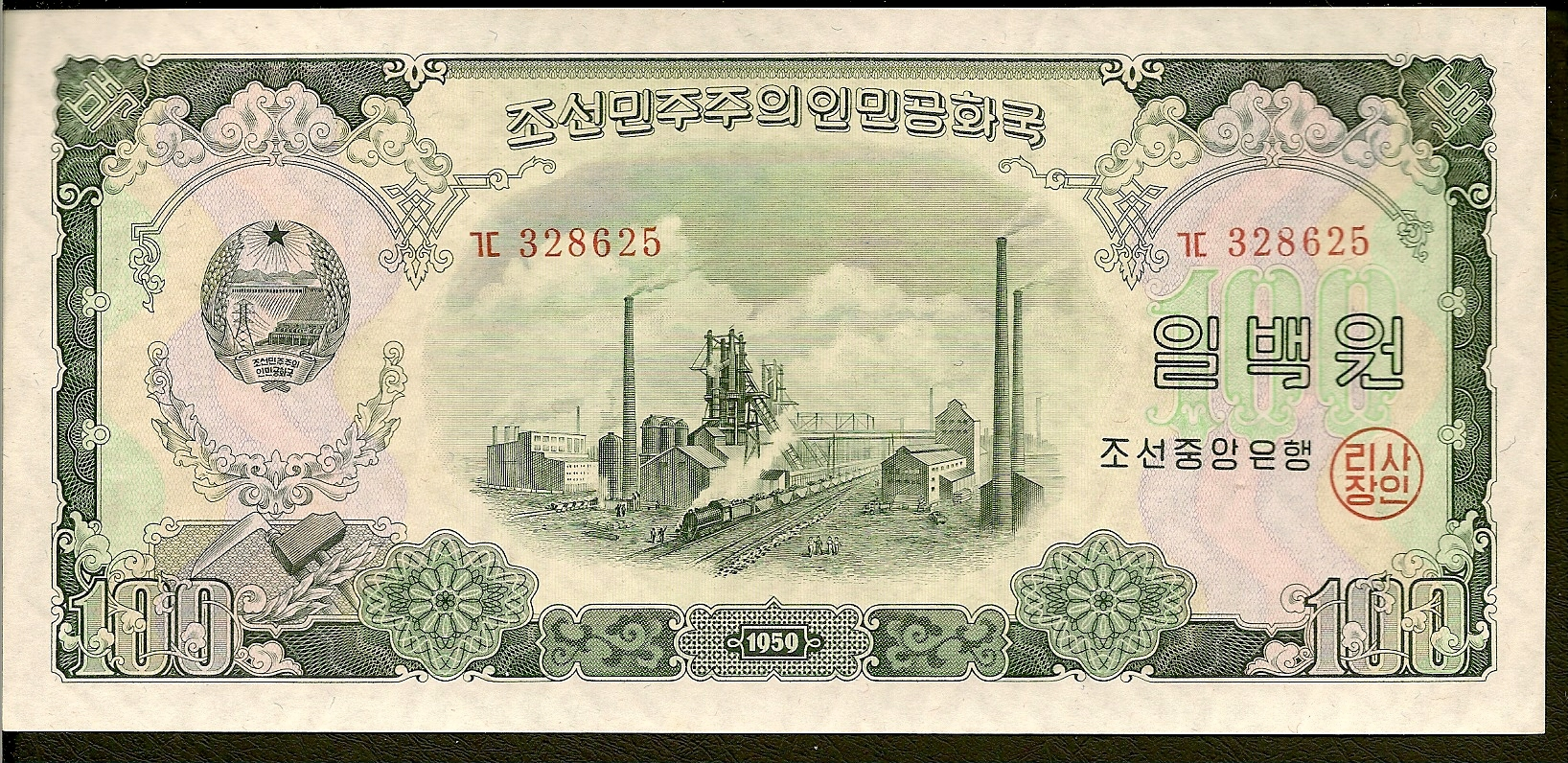
100圓正面

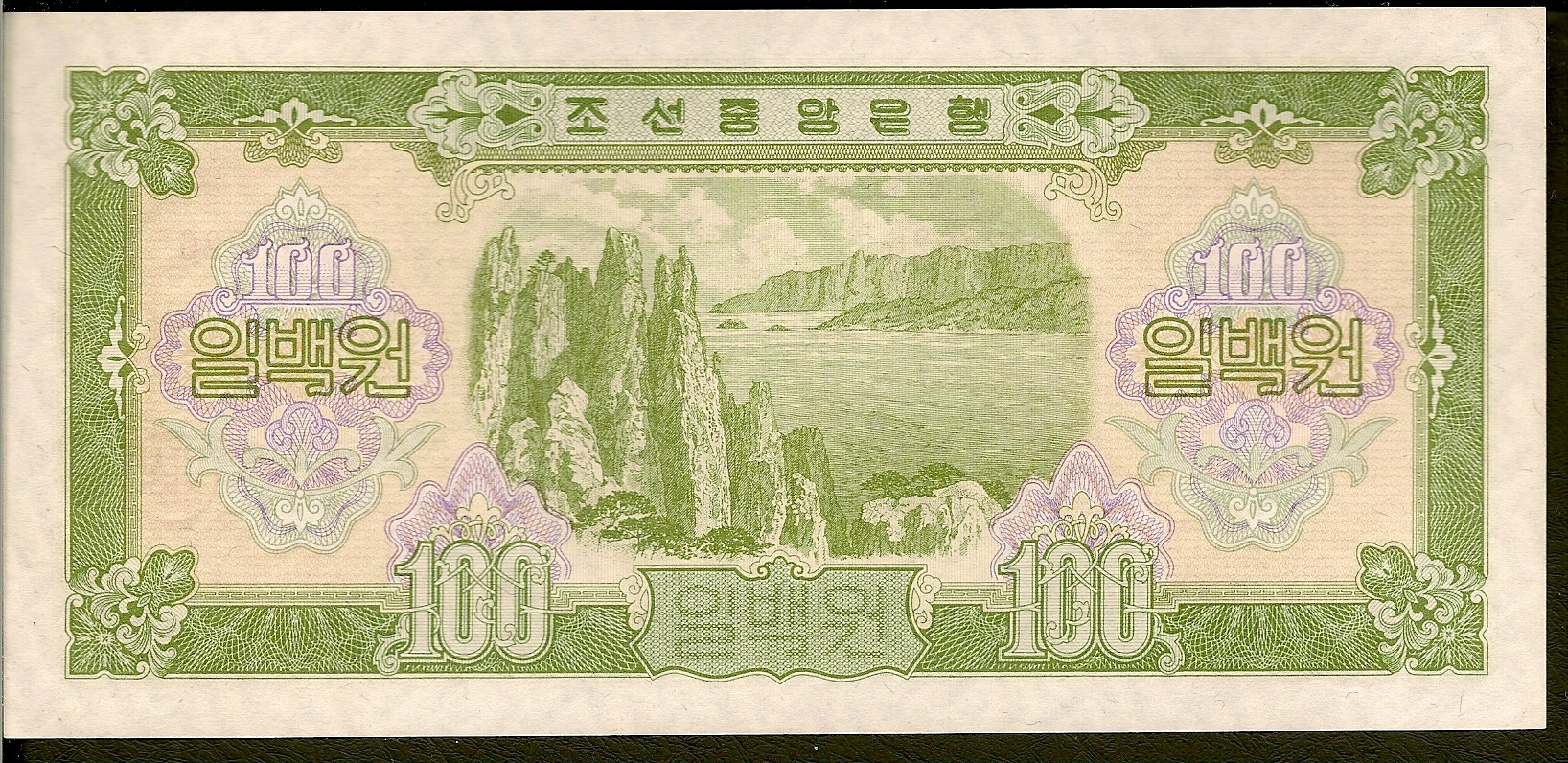
100圓背面

- 100圆：黄海北道松林市黄海炼铁厂一号高炉1958年建成

### 第三套流通朝鮮圓紙鈔（1978－1992版）
面额为1、5、10、50、100圆。1圓纸币正面是：朝鲜各个学龄阶段的学生；背面是：朝鲜革命电影剧照（中间的就是朝鲜著名的《卖花姑娘》）

### 第四套流通朝鮮圓紙鈔（1992－2009版）
- 1圓：正面為歌剧《卖花姑娘》里的女主角花妮。背面印有金剛山风光和吹笛子的飞天仙女。
- 5圓：正面為手拿《金日成著作集》的大学生与中、小学生群像，背后有金日成综合大学。背面為人民大学习堂。
- 10圓：正面以象征着“千里马”运动的降仙炼钢厂的画作《降仙的晚霞》为背景，描画了操纵自动化机器的工人 。背面印有南浦港西海拦河大坝。
- 50圓：正面為工人、农民、知识份子三人像和主体思想塔全景。背面印有白头山全景和郁郁葱葱的树林。
- 100圓：正面為金日成像。背面為金日成故居万景台。
- 200圓：於2005年發行，正面印有金日成花。
- 500圓：正面為錦繡山太陽宮。背面印有清流桥。1998年發行。
- 1,000圓：正面為金日成像，背面為金日成故居万景台。2002年發行。
- 5,000圓：正面為金日成像，背面為金日成故居万景台。2002年發行。

### 第五套流通朝鮮圓紙鈔 （2009版）
- 5圆：正面为知识分子和博士，背面为礼成江青年1号水电站，票面颜色为浅灰色。
- 10圆：正面为陆军海军空军士兵肖像，背面为平壤金日成雕像旁边的人民军雕塑群勇往直前，票面颜色为浅黄绿色。
- 50圆：正面为知识分子、工人、集体社员头像，主题思想塔顶，背面为平壤首都的朝鲜劳动党建党纪念碑，票面颜色为浅紫灰色。
- 100圆：正面为木兰花，背面为“100”面值，票面颜色为浅橄榄绿色。
- 200圆：正面为千里马像，背面为“200”面值，票面颜色为紫红色。
- 500圆：正面为平壤凯旋门，背面为“500”面值，票面颜色为浅灰黑色。
- 1,000圆：正面为会宁市的一处革命史迹，金正日母亲金正淑的出生地，背面为革命圣地三池渊，票面颜色为浅紫红色。
- 2,000圆：正面为朝鲜第二代领导人金正日的出生地——白头山密营旧居、背景是正日峰，背面为白头山天池，票面颜色为浅蓝灰色。
- 5,000圆：分为两个版本。2009年发行的版本正面为金日成晚年肖像，背面为金日成的出生地万景台故居，票面颜色为棕红色；2013年版正面為萬景台故居，背面是國際友誼展覽館，票面颜色为棕黄色。

## 紀念鈔
朝鮮的紀念鈔是在流通紙幣或樣鈔上，加蓋紀念文字。通常在建國、建黨、金日成誕辰、金正日誕辰、金正淑誕辰的週年紀念慶祝發行紀念鈔。朝鮮中央銀行規定朝鮮紀念鈔不能在市場上流通。

## 紀念幣
於1987年首次發行貴金屬紀念幣，第一套貴金屬紀念幣是紀念《朝鮮人民的偉大領袖金日成主席誕辰75週年》。

## 流通情況
在朝鲜政府的鎖國政策下，為防朝鮮圓外流，外國人一般只能使用人民幣、歐元或美元，並依人民幣、歐元或美元的匯率來購買商品，只有朝鲜的永久居民才可以用朝鮮圓。不過有些进行中朝边境贸易的商人仍有方法可以取得朝鲜圓（包括新版及旧版），並以低價當作紀念品出售。
另外，与中国大陆类似，朝鲜曾发行过“外汇券”，1美元可兑换100元外汇券。尽管外汇券已经取消，在一些面向外国人的商店，商品价格仍以外汇券价格标价（实际生活中，1美元约合8,000多朝鲜圆）。也正因此，在部分商店可能出现使用大额朝鲜元钞票无法购买较低标价商品的情况，这种处理方式也会被外国游客理解为实行价格“双轨制”。

## 其它流通券
2021年9月，有韩国媒体披露，朝鲜发行了一种名为“钱票”的支票，面值5,000朝鲜圆，与朝鲜圆等值流通。分析指这种支票的发行可能是为了促进通货流通。

## 事件
- 2009年朝鲜货币改革

## 外部連結
- 朝货币改革失败 金正日妹夫张成泽收拾烂摊子  （页面存档备份，存于）
- 货币改革失败，金正日政权目前处于不稳定的状态 （页面存档备份，存于）
- 朝鲜货币改革让农民矿工成为社会高收入者[]

## 关联条目
- 韓圓